# Panos Skurletis
Panajotis (Panos) Skurletis, gr. Παναγιώτης (Πάνος) Σκουρλέτης (ur. 1 stycznia 1962 w Atenach) – grecki polityk, ekonomista i działacz komunistyczny, poseł do Parlamentu Hellenów, od 2015 do 2018 minister.

## Życiorys
Absolwent ekonomii na Uniwersytecie w Pireusie. Przez 25 lat pracował w sektorze prywatnym. Działalność polityczną rozpoczął w ruchach studenckich i organizacji młodzieżowej jednej z partii powstałych w wyniku w Komunistycznej Partia Grecji. W 1990 został działaczem formacji Sinaspismos, z którą współtworzył Syrizę. W latach 2009–2015 pełnił funkcję rzecznika tego ugrupowania.
W przedterminowych wyborach w styczniu 2015 uzyskał mandat posła do Parlamentu Hellenów, a następnie wszedł w skład nowo utworzonego rządu Aleksisa Tsiprasa jako minister pracy i solidarności społecznej. W lipcu 2015 przeszedł na stanowisko ministra odbudowy produkcji, środowiska i energii w tymże gabinecie. Zakończył urzędowanie w następnym miesiącu wraz z całym gabinetem. We wrześniu tego samego roku uzyskał poselską reelekcję, został następnie ministrem środowiska i energii w drugim rządzie Aleksisa Tsiprasa. W listopadzie 2016 w trakcie rekonstrukcji gabinetu przeszedł na stanowisko ministra spraw wewnętrznych. W 2018 został nowym sekretarzem generalnym Syrizy, w sierpniu tegoż roku odszedł z funkcji ministra.
W 2019 został wybrany na kolejną kadencję greckiego parlamentu. W listopadzie 2023, wkrótce po objęciu funkcji przewodniczącego Syrizy przez Stefanosa Kaselakisa, zrezygnował z członkostwa w tej partii.